# عبد العزيز حجازي
 عبد العزيز حجازي (2 يناير 1923-22 ديسمبر 2014)، اقتصادي مصري، ورئيس وزراء مصر السابق في عهد الرئيس محمد أنور السادات من 25 سبتمبر 1974 إلى 1975.

## المؤهلات العلمية
- بكالوريوس تجارة، شعبة محاسبة، جامعة القاهرة، 1944
- ماجستير تجارة، 1945، 1946 0
- دكتوراه الفلسفة في التجارة، جامعة برمنجهام إنجلترا، عام 1951

## التدرج الأكاديمي
- مدرس مساعد بكلية التجارة، جامعة القاهرة، 1951
- مدرس بكلية التجارة، جامعة القاهرة، 1952
- أستاذ مساعد بكلية التجارة، جامعة القاهرة، 1957
- أستاذ كرسي محاسبة التكاليف، جامعة القاهرة، 1962
- عميد كلية التجارة، جامعة عين شمس 1966 حتى 1968

## التدرج الوزاري
- وزير الخزانة (20 مارس 1968)
- نائب رئيس الوزراء ووزير المالية والاقتصاد والتجارة الخارجية في 26 / 4 / 1974
- رئيس مجلس الوزراء من 25/9 / 1974 حتى 1975
- رئيس لجنة الحوار الوطني في 3/ 5 / 2011

## الهيئات التي ينتمي إليها
- رئيس مجلس إدارة الجمعية العربية للتكاليف.
- رئيس مجلس إدارة الجمعية العامة للحساب العلمي
- عضو جمعية المحاسبين والمراجعين المصريين
- رئيس شرف الجمعية المصرية للإدارة المالية
- عضو جماعة تشجيع وحماية رأس المال الخاص (جنيف)
- عضو الجماعة الدولية للتخطيط الضرائبي (لندن)
- رئيس جمعية الاقتصاد الإسلامي (القاهرة)
- نقيب التجاريين
- رئيس مجلس إدارة نادي التجارة
- عضو المجالس القومية المتخصصة
- مستشار اتحاد البنوك الإسلامية
- عضو اللجنة التأسيسية لجامعة الشعوب العربية والإسلامية
- رئيس مجلس إدارة الشركة المصرية لتنمية التجارة والاستثمار
- رئيس مجلس إدارة الشركة العالمية للأساسيات الميكانيكية
- رئيس مجلس إدارة الشركة التجارية عبر البحار
- رئيس مجلس إدارة الشركة العربية الأمريكية للتنمية الصناعية والاقتصادية.
- رئيس مجلس إدارة مستشفى مصر الدولي.
- رئيس مجلس إدارة بنك التجارة والتنمية (التجاريون)
- نائب رئيس مجلس إدارة بنك فيصل الإسلامي سابقا.
- رئيس مجلس إدارة الشركة العربية الأمريكية للاستثمار.
- رئيس الاتحاد العام للجمعيات والمؤسسات الأهلية
- رئيس مجلس إدارة المعهد المصري للمحاسبين والمراجعين
- الرئيس الشرفي لاتحاد المحاسبين والمراجعين العرب

## المؤلفات العلمية

### أولا: الكتب
- الأصول العلمية للتكاليف الفعلية
- تصميم النظام المحاسبي للتكاليف الفعلية في المشروعات الصناعية
- الدراسة التحليلية للميزانيات التجارية
- تصميم النظام المحاسبي للتكاليف الفعلية في المشروعات الصناعية والدورات المستندية
- المحاسبة المالية وتنظيم الدفاتر التجارية (بالاشتراك مع الدكتور حسن الشريف والأستاذ محمد على شحاتة)
- المحاسبة المالية وإمساك الدفاتر بالزراعة (بالاشتراك مع الدكتور حسن الشريف)
- ميزانيات المشروعات الزراعية، دراسة تحليلية
- الرقابة المحاسبية والقوائم المالية
- التوازن الحسابي
- النفقات الإيرادية والرأسمالية
- برنامج الإصلاح المالي والاقتصادي.

هذا بالإضافة إلى العديد من الأبحاث باللغة الإنجليزية والدراسات التطبيقية والدراسات القومية كما قام بالإشراف والحكم على ومناقشة العديد من رسائل الماجستير والدكتوراه جامعات القاهرة وعين شمس والأزهر وأسيوط والزقازيق .

## الجوائز والأوسمـة
- وسام الاستحقاق من الدرجة الأولى، وزارة الصناعة (مصر).
- وسام الاستحقاق من الدرجة الأولى، وزارة الصحة (مصر).
- وشاح النيل، (مصر).
- وشاح الملك عبد العزيز، المملكة العربية السعودية.
- نيشان إيران.
- جائزة الدولة التقديرية في العلوم الاجتماعية من المجلس الأعلى للثقافة، عام 1982.

## آراؤه في الأحداث الجارية بمصر
أحذر من تزايد منتجعات الأثرياء مقابل عشوائيات الفقراء
انتقد د. عبد العزيز حجازي «رئيس الوزراء الأسبق» التزايد المستمر للعشوائيات في مصر وتغول المعاناة والفقر بها.. مبرزاً بيانات أعلنها وزير التنمية الاقتصادية عثمان محمد عثمان اعترف خلالها بوجود 1000 منطقة عشوائية في الجمهورية وحذّر حجازي من استشراء الطبقية في المجتمع وانتشار منتجعات الأثرياء مقابل عشوائيات الفقراء قائلاً: إذا كان شيخ الأزهر في نهاية العصر الملكي محمد مصطفى المراغي قد وصف سلوكيات الملك فاروق في سفرياته قائلاً: «تقتير هنا وإسراف هناك»، فإن المثل الذي يصدق الآن على الواقع المصري «منتجعات هنا وعشوائيات هناك».
وطالب -رئيس وزراء الانفتاح في عصر الرئيس السادات- في كلمته بندوة أقامها معهد الأهرام للإعلام بمجلس أعلى لرسم السياسات وإيقاف الفساد وإهدار المال العام لعجز الأجهزة الرقابية عن وقفه، ولإيجاد حلول لمشاكل العشوائيات مندداً بعدم فعالية 24 ألف جمعية أهلية بالمجتمع المصري في محاربة الفساد والفقر ومقراً بأن قليلاً منها له إنجازات ملموسة.